# Fischer Lajos (ügyvéd)
Fischer Lajos (Kecskemét, 1832. – Kolozsvár, 1910. augusztus 15.) ügyvéd.

## Élete
A gimnáziumot Kecskeméten a református kollégiumban végezte. Az 1848–49-es forradalom és szabadságharcban mint népfölkelő, a Roth és Filippovics osztrák csapatai ellen szállott táborba Perczel Mór seregében mint 16 éves ifjú. A szabadságharc után az érettségi vizsgát Pesten letette és a jogi pályát választván Bécsbe ment, ahol a szigorlatok után jogi doktorrá avatták; az ügyvédi gyakorlatot is ott kezdette meg; azután Pesten folytatta azt. 
1859 végén Groisz Nándor kolozsvári ügyvéd irodájába ment, ahol az abszolutizmus szervezte német bíróságok feloszlattatásaig működött. Visszaállíttatván a régi alkotmányos bírói szervezet, a marosvásárhelyi királyi ítélőtáblán az ügyvédi vizsgát letette. Az igazságügyi törvényhatóság, illetve az erdélyi udvari kancellária nevezte ki az ügyvédeket egy bizonyos székhelyre, neki mint izraelitának, Kolozsvárt nem engedték meg az ügyvédi gyakorlat, hanem arra Kolozs mezővárost jelölték ki. Az alkotmány teljes helyreállítása előtt megindult a zsidóság magyarosodásának mozgalma, s Fischer Kolozsvárt annak élére állván, magyar izraelita egyletet és elvrokonaival együtt külön magyar izraelita hitközséget alapított és imaházat állított fel, melyben a német nyelv helyett a magyar volt használatban. Egyúttal a zsidók egyenjogosítása mellett számos cikket írt az ottani lapokba. A haladó izraelita magyar hitközség őt küldte Pestre a zsidó kongresszusra képviselőjeül.
Az alkotmány teljes helyreállítása után részt vett Kolozsvárt a városi közügyekben és a politikai pártküzdelmekben. A Deák Ferenc elveit valló párthoz tartozván, jelentékeny része volt a létrejött szabályrendelet szerkesztésében és megalkotásában és pártja elveinek győzelemre juttatása érdekében több politikai s municipális tárgyú cikkben hírlapi működést fejtett ki; eme tevékenysége elismeréseül az akkori városi főispán tiszteletbeli ügyésszé, később tiszteletibeli főügyésszé nevezte ki s ezután választott tagja volt a városi törvényhatósági bizottságnak és részt vett a város társadalmi mozgalmaiban. 
Emellett nagy irodalmi munkásságot fejtett ki s dolgozatai részint önállóan, részint folyóiratokban láttak napvilágot. Fiatal korában ő fordította le és adta ki Thomas Babington Macaulay híres beszédét a zsidók egyenjogúsítása érdekében.
Cikkei: a Korunkban (1860. 14. sz. 1848. és a zsidók sat.), a Jogtudományi Közlönyben (1883. Egy sajtóügyi kérdés, 1885. Egy házassági jogeset, 1890. A törvényszéki elnökök), A M. Igazságügyben (1888. Kritikai megjegyzések az ügyvédségről szóló törvényjavaslat tervezetére), a Jogban (1888. A belügyminiszter és a honosítás, 1889. Az intő eljárásról, tekintettel a fizetési meghagyásokról szóló törvénytervezetre), az Ügyvédek Lapjában (1890. Az ügyvédi kényszerről a szóbeli fellebbviteli eljárásban.)

## Munkái
- Macaulay beszéde a zsidók egyenjogusításáról, ford. Kolozsvár, 1861
- Tanulmány az ügyvédség szervezéséről. Kolozsvár, 1871
- A bűnügyi esküdtszék kérdéséhez. Kolozsvár, 1892